# Partido da Guerra Global

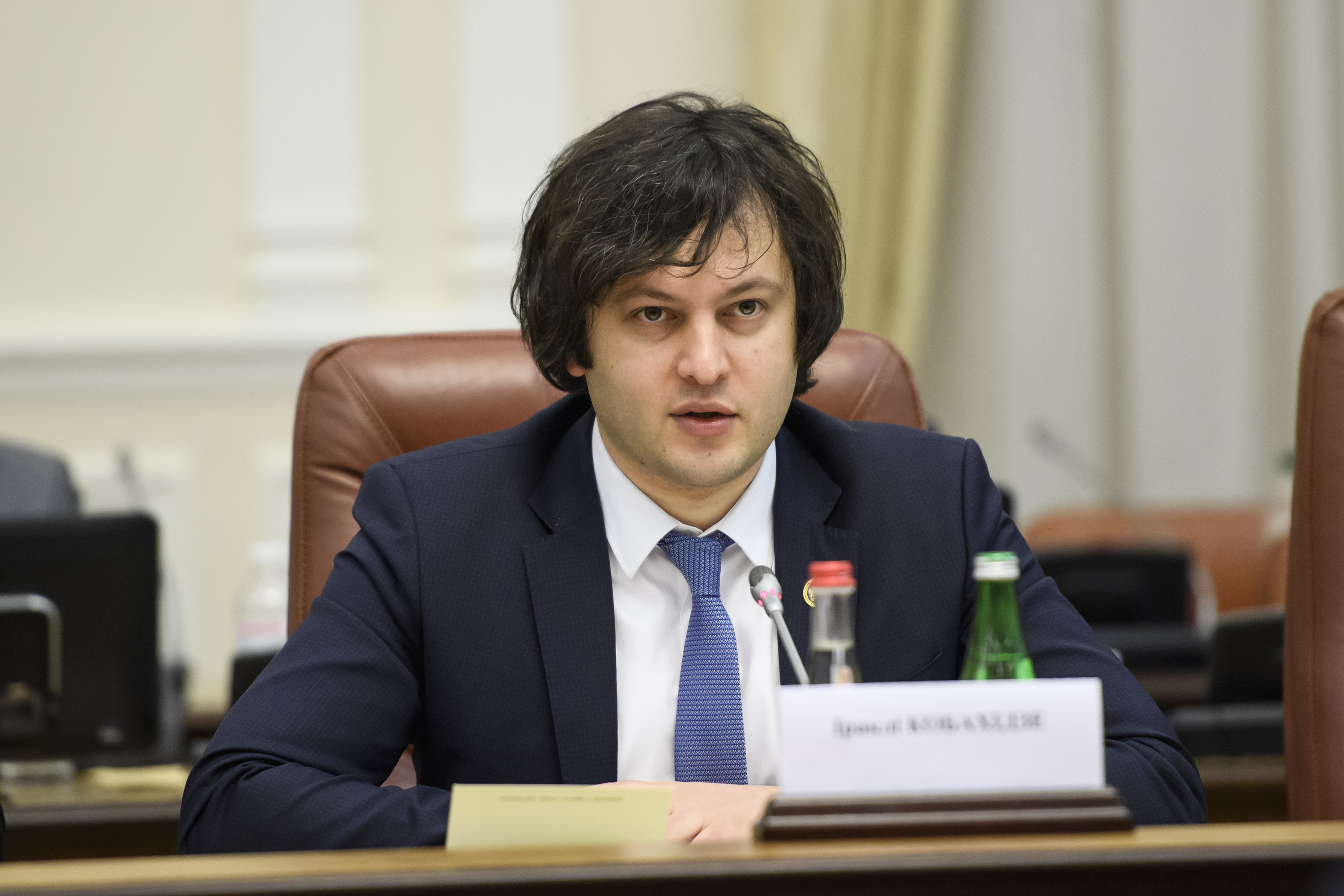
O primeiro-ministro Irakli Kobakhidze, que frequentemente defende a teoria da conspiração do "Partido da Guerra Global"

O "Partido da Guerra Global" (em georgiano: გლობალური ომის პარტია, globaluri omis p’art’ia) é uma teoria da conspiração criada e avançada pelo Sonho Georgiano, um partido político da Geórgia. É uma suposta organização internacional que exerce uma influência fundamental na União Europeia e nos Estados Unidos. De acordo com alguns comentaristas ligados ao partido, o "Partido da Guerra Global" inclui o complexo militar-industrial americano, George Soros e neoconservadores. O Sonho Georgiano acusou-o de prolongar a guerra russo-ucraniana e espalhá-la para outros países, assassinar líderes soberanistas, orquestrar revoluções ao redor do mundo e conspirar para derrubar o Sonho Georgiano do poder.
Na primavera de 2024, o primeiro-ministro Irakli Kobakhidze retratou seu governo como uma luta contra o "Partido da Guerra Global", afirmando que "não há alternativa à luta contra o 'Partido da Guerra Global', é uma luta muito dolorosa e difícil, inclusive do ponto de vista pessoal". Ele acrescentou que a rendição levaria à "ucranização da Geórgia". Mas no outono de 2024, com o pano de fundo de aumento da pressão internacional, Kobakhidze expressou o desejo de melhorar as relações com o "Partido da Guerra Global", na esperança de "restabelecer relações" com a entidade devido às circunstâncias mutáveis.
A alegação foi amplamente rejeitada pelo Ocidente, com o Secretário de Estado Adjunto dos EUA para Assuntos Europeus e Eurasiáticos, James C. O'Brien, descrevendo as alegações como uma "página do Reddit ganhando vida". Respondendo à teoria da conspiração, o Ministro das Relações Exteriores da Lituânia, Gabrielius Landsbergis, declarou: "O único grupo de guerra está em Moscou".

## Membros

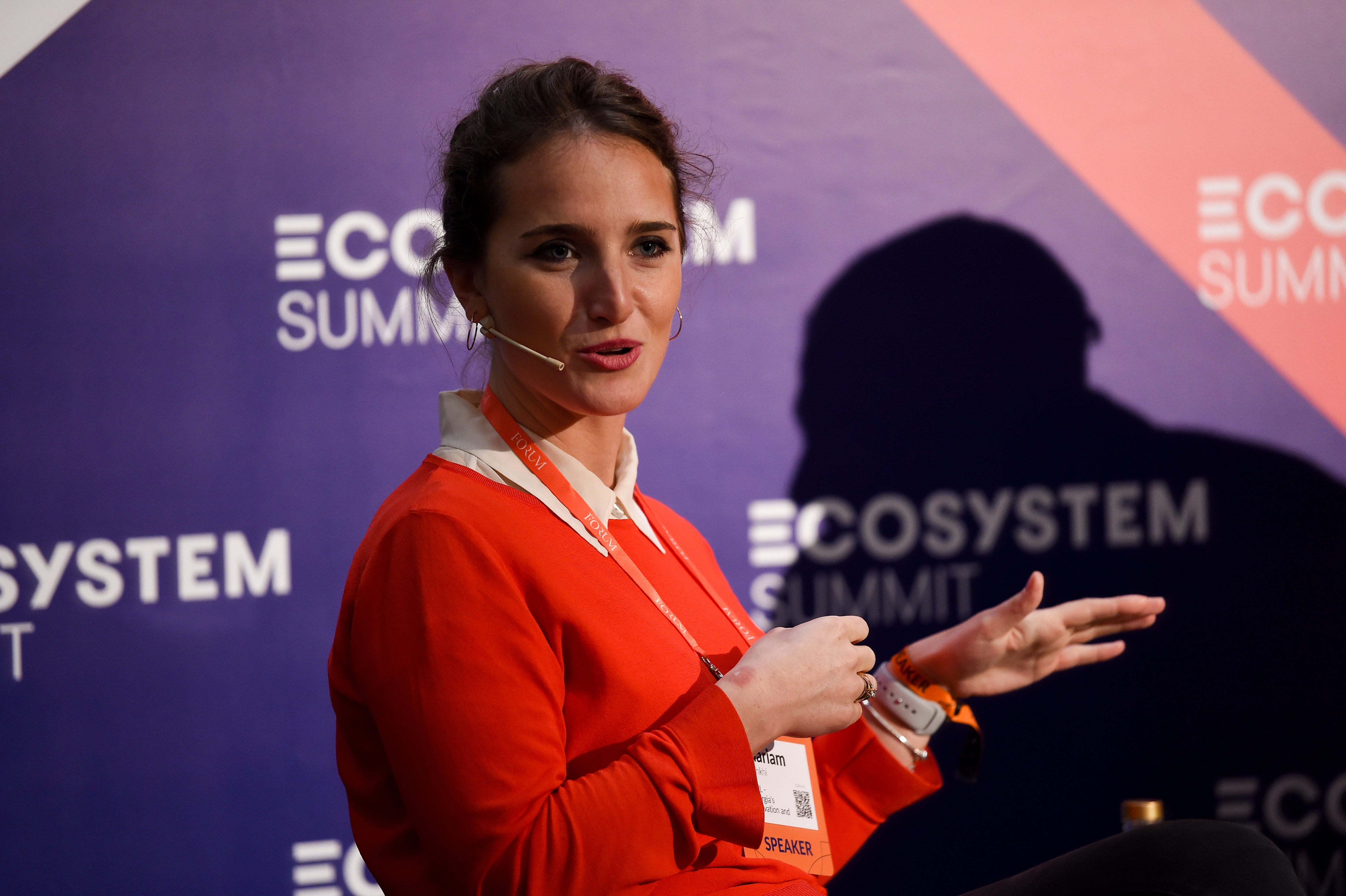
Mariam Lashkhi, uma das propagadoras da conspiração do Partido da Guerra Global

Apesar das menções frequentes do governo georgiano, o Sonho Georgiano não especificou os membros do "Partido da Guerra Global". O termo foi descrito como um apito de cachorro para se referir a oponentes políticos reais ou percebidos, como a Comissão Europeia, o Parlamento Europeu, o Conselho Europeu, o Congresso dos EUA, o Departamento de Estado dos EUA, a mídia ocidental, o setor de ONGs, bancos suíços e a oposição georgiana - em particular, o Movimento Nacional Unido (MNU). Kobakhidze declarou que o termo não era uma referência à União Europeia ou aos Estados Unidos, e que "a UE é uma das principais vítimas" da suposta organização.
A deputada do Sonho Georgiano, Mariam Lashkhi, comparou o "Partido da Guerra Global" aos maçons. De acordo com os comentaristas ligados ao Sonho Georgiano, o "Partido da Guerra Global" representa as corporações do complexo militar-industrial americano, como BlackRock, Vanguard Industries, State Street Corporation e Fidelity Investments, que eles acusam de especulação de guerra, empurrando a América e outros países para guerras sem fim e lucrando financeiramente com a Guerra Russo-Ucraniana. Alguns comentaristas também nomeiam George Soros e neoconservadores ocidentais como membros. Um partido dissidente do Sonho Georgiano, o Poder Popular, mencionou a Embaixada Dinamarquesa na Geórgia como parte da organização.
Irakli Kobakhidze afirmou que a influência do "Partido da Guerra Global" pode ser sentida na presidente Salome Zourabichvili. Ele acrescentou ainda que o Movimento Nacional Unido, Giorgi Vashadze, Giorgi Gakharia, Girchi - Mais Liberdade e Lelo pela Geórgia são agentes do "Partido da Guerra Global". Além disso, Kobakhidze se referiu explicitamente ao MNU como membro do "Partido da Guerra Local".

## História

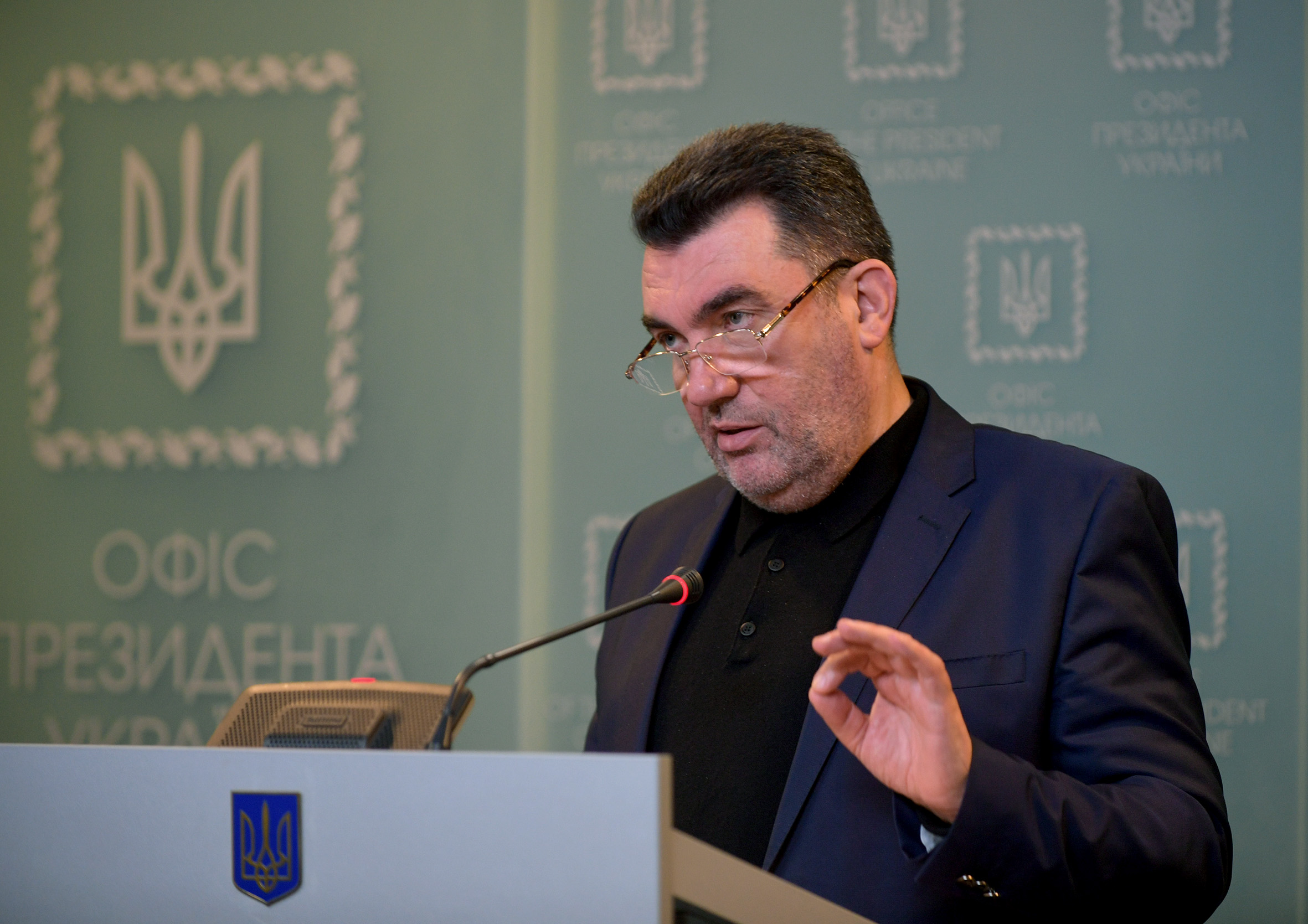
Os apelos de Oleksiy Danilov para abrir uma "segunda frente" durante a invasão russa da Ucrânia formam a espinha dorsal da teoria da conspiração.

Pouco depois do início da invasão russa da Ucrânia em 2022, o Secretário do Conselho de Segurança Nacional Ucraniano Oleksiy Danilov convocou a Geórgia e a Moldávia para abrir uma "segunda frente" contra a Rússia. Além disso, Oleksiy Arestovych, conselheiro do presidente ucraniano Volodymyr Zelenskyy, declarou que era uma "oportunidade histórica para retomar a Abkházia e a Ossétia do Sul".
Após isso, o Sonho Georgiano frequentemente acusou o Ocidente de tentar abrir uma "segunda frente". Irakli Kobakhidze criticou essas observações, dizendo que as autoridades ucranianas querem perseguir seus próprios interesses às custas da Geórgia porque abrir uma segunda frente "pioraria a situação para a Rússia", mas também custaria "destruir a Geórgia", já que os militares da Rússia são significativamente mais fortes do que os militares georgianos. O deputado do Sonho Georgiano, Gia Volski, pediu à UE e aos EUA que "se distanciassem" das declarações de algumas autoridades ucranianas para "ver a Geórgia se envolver em guerra".
Logo depois, a retórica do Sonho Georgiano tornou-se conspiratória, acusando o chamado "Partido da Guerra Global" de estar por trás de tais chamadas, com o qual o setor de ONGs e a oposição georgiana são supostamente afiliados, mais especificamente o maior e altamente pró-ocidental partido de oposição - o Movimento Nacional Unido.

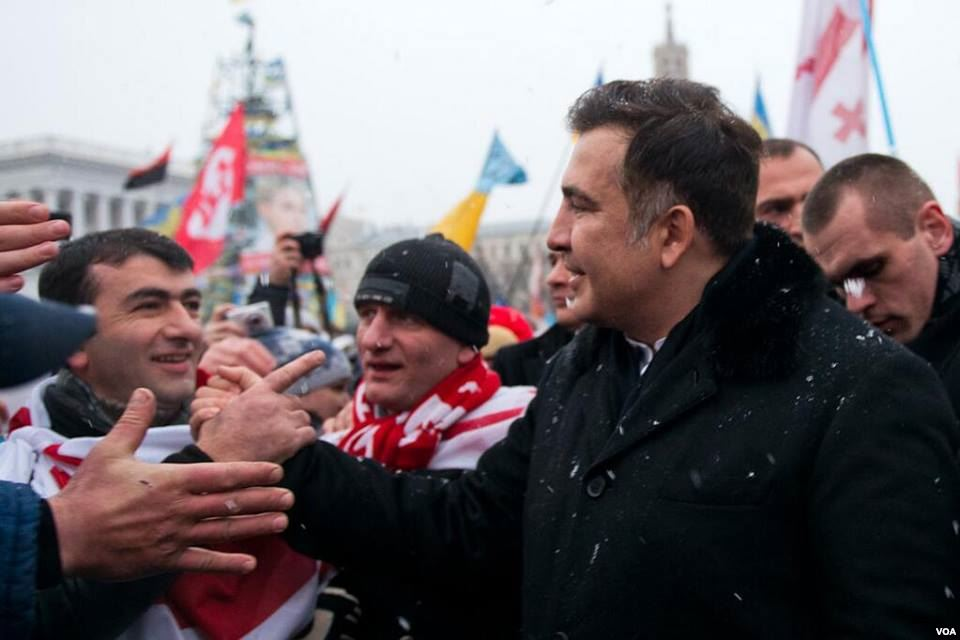
O Sonho Georgiano afirma que o "Partido da Guerra Global" é afiliado ao Movimento Nacional Unido (líder honorário e ex-presidente georgiano Mikheil Saakashvili na foto).

Os líderes do Sonho Georgiano acusaram seu arquirrival Movimento Nacional Unido de estar envolvido nos esforços para "arrastar a Geórgia para o conflito militar em andamento na Ucrânia e abrir uma segunda linha de frente". O presidente do partido Kobakhidze alegou "coordenação e convergência de interesses" entre a MNU e o governo ucraniano. O presidente do Parlamento georgiano Shalva Papuashvili alegou que a Ucrânia havia se tornado um "abrigo" para os "criminosos" georgianos, os antigos membros do Movimento Nacional Unido condenados por inúmeras acusações na Geórgia, como o vice-chefe da inteligência militar ucraniana Giorgi Lortkipanidze, em altos cargos públicos na Ucrânia e que esses funcionários estavam supostamente envolvidos na organização de distúrbios na Geórgia.
Em junho de 2022, o Parlamento Europeu aprovou várias resoluções contra o governo georgiano e se recusou a conceder o status de candidato à Geórgia. Kobakhidze criticou essas ações e disse que elas foram influenciadas pelo "Partido da Guerra Global". Enquanto isso, um total de nove parlamentares deixaram a facção parlamentar do Sonho Georgiano para estabelecer o grupo Poder Popular em 2022. Os parlamentares mantiveram seu apoio ao governo e, assim, garantiram a maioria parlamentar, mas deixaram o Sonho Georgiano para falar livremente "a verdade sobre o Ocidente" e seus funcionários. Os parlamentares expressaram fortes sentimentos antiocidentais e espalharam teorias da conspiração, como a de que, em troca do status de candidato à UE, o Ocidente ordenou que a Geórgia desistisse parcialmente de sua soberania e entrasse em guerra com a Rússia.

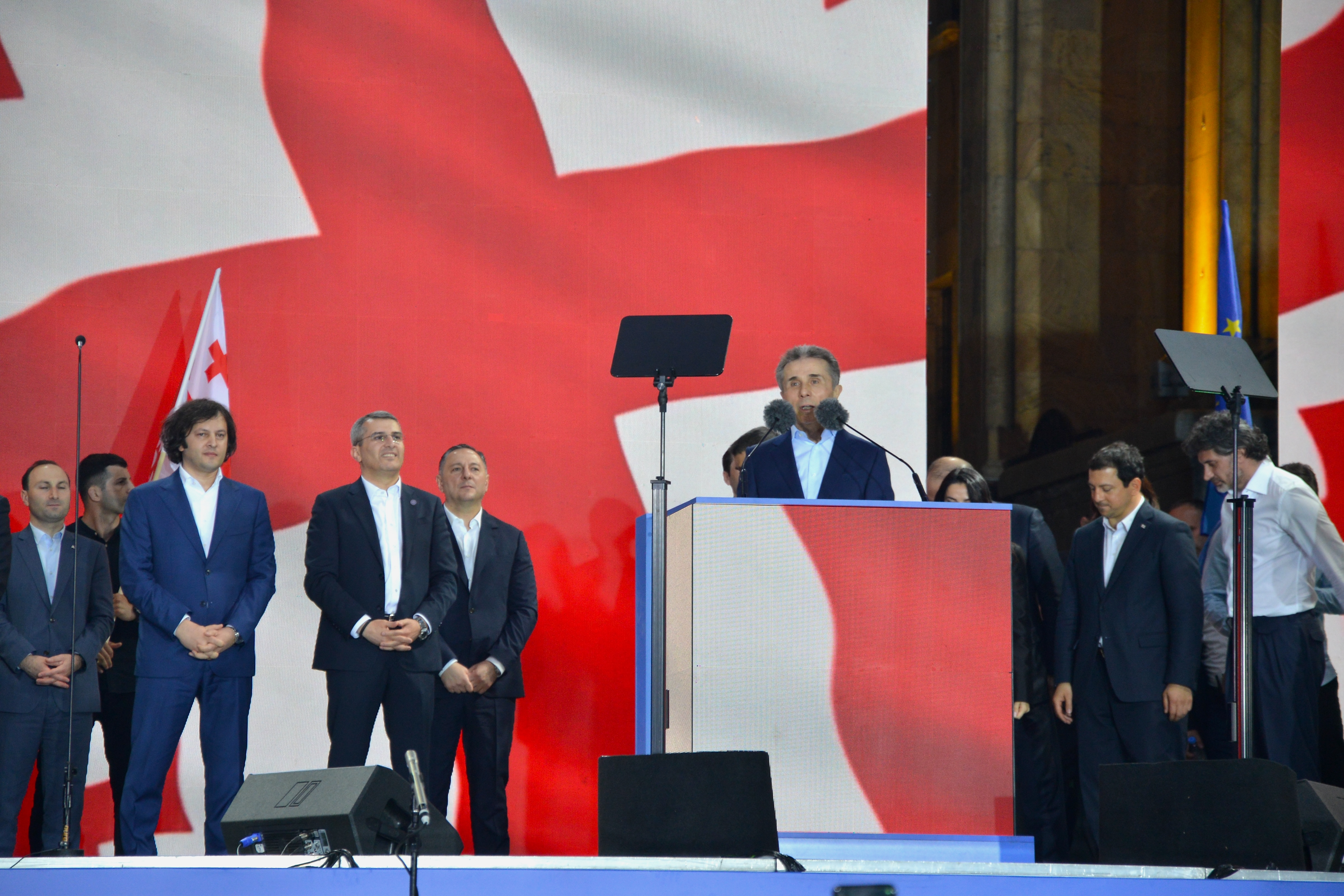
Durante o comício do Sonho Georgiano, Bidzina Ivanishvili acusou o "Partido da Guerra Global" de impedir as tentativas da Geórgia e da Ucrânia de ingressar na OTAN.

Kobakhidze acusou o "Partido da Guerra Global" de apreender US$ 2 bilhões pertencentes ao oligarca georgiano, fundador e líder informal do Sonho Georgiano Bidzina Ivanishvili, chamando isso de sanções de facto. Isso foi citado como uma razão pela qual Ivanishvili recusou reuniões com os representantes dos aliados tradicionais do país. Embora não esteja claro a que ele está se referindo, o Credit Suisse foi ordenado a pagar US$ 926 milhões a Ivanishvili por não proteger seus ativos.
Em um comício do Sonho Georgiano em Tbilisi em 29 de abril de 2024, Ivanishvili falou como atração principal. Ivanishvili disse que o "Partido da Guerra Global" teve um papel crucial na decisão de não admitir a Geórgia e a Ucrânia na OTAN, portanto, colocando-as em posição vulnerável em relação à Rússia, para posteriormente lucrar com os conflitos militares subsequentes. Portanto, Ivanishvili culpou o "Partido da Guerra Global" por colocar a Geórgia e a Ucrânia contra a Rússia e orquestrar a Guerra Russo-Georgiana de 2008, o conflito Russo-Ucraniano de 2014 e a invasão russa da Ucrânia em 2022. Ivanishvili disse que a Geórgia e a Ucrânia são bucha de canhão para o "Partido da Guerra Global". Ele enfatizou que a principal razão pela qual o governo do Sonho Georgiano estava em conflito com o "Partido da Guerra Global" era que ele não os deixou abrir uma "segunda frente" no país. Ele destacou uma resolução crítica ao Sonho Georgiano que foi aprovada pelo Parlamento Europeu e disse que era uma prova de que "o Parlamento Europeu havia se tornado mais uma das ferramentas do ["Partido da Guerra Global"]".
Em 23 de maio de 2024, Kobakhidze expandiu a teoria da conspiração do "Partido da Guerra Global" e acusou-o de ser responsável pela tentativa de assassinato de Robert Fico. Ele também acusou Olivér Várhelyi, o comissário europeu húngaro, de ameaçar sua vida. Mais tarde, ele elaborou:

No entanto, mesmo diante de chantagem prolongada, a ameaça expressa durante uma conversa telefônica com um dos comissários europeus foi chocante. Durante nossa conversa, o comissário europeu listou uma série de medidas que os políticos ocidentais podem tomar se o veto à lei de transparência for superado. Ao listar essas medidas, ele mencionou: "Vocês viram o que aconteceu com a Fico e devem ter muito cuidado".
Ele é a favor de iniciar uma investigação relacionada à suposta ameaça de morte. O Serviço de Segurança do Estado da Geórgia rejeitou a existência do "Partido da Guerra Global" como uma entidade, mas declarou que investigará qualquer ator que deseje desestabilizar o país. Kobakhidze continuou enfatizando a importância da desoligarquização da União Europeia e dos Estados Unidos da América, um processo que ele descreve que implicaria libertá-los da influência do "Partido da Guerra Global". Em 14 de julho de 2024, Kobakhidze posteriormente acusou o "Partido da Guerra Global" de ser responsável pela tentativa de assassinato de Donald Trump.